# Kernkraftwerk Kori
Das Kernkraftwerk Kori (koreanisch 고리원자력발전소) in Kori, Kyongnam, Busan in Südkorea besteht aus neun Blöcken mit Druckwasserreaktoren. Direkt neben den vier Reaktorblöcken von Kori befinden sich sechs weitere Reaktorblöcke, wovon zwei als Shin-Kori („Neu-Kori“) und vier als Kernkraftwerk Saeul bezeichnet werden.
Von den insgesamt zehn Kraftwerksblöcken wurde einer bereits stillgelegt, sieben sind in Betrieb und zwei Blöcke befinden sich noch in Bau.

## Kori und Shin-Kori
Bei allen vier Reaktorblöcken handelt es sich um Designs von Westinghouse.
Der Reaktorblock 1 wurde am 18. Juni 2017 stillgelegt. Es wurde in diesem Zuge durch den damaligen südkoreanischen Präsidenten Moon Jae-in ein phasenweiser südkoreanischer Atomausstieg bis 2057 verkündet. Der entsprechende Fahrplan sah eine Abschaltung der verbliebenen drei Blöcke von Kori in den Jahren 2023 bis 2025 vor. der Plan wurde 2022 jedoch vom nachfolgenden Präsidenten Yoon Suk-yeol revidiert.
Die Reaktoren 3 und 4 wurden zusammen mit Yeonggwang 1 und 2 und Uljin 1 und 2 im Rahmen der zweiten Phase des koreanischen Nuklearprogrammes gebaut. Die Reaktoren gingen alle zwischen 1977 und 1986 in den kommerziellen Leistungsbetrieb.
Die Reaktorblöcke Shin-Kori-1 & -2 sind Druckwasserreaktoren mit einer Bruttoleistung von 1.044 und 1.046 MW. Der Bau von Block 1 wurde am 16. Juni 2006 begonnen, am 4. August 2010 wurde er erstmals mit dem Stromnetz synchronisiert. Nachdem der Bau von Block 2 am 5. Juni 2007 begonnen worden war, ging er am 28. Januar 2012 ans Netz.

## Saeul
Saeul-1 bis Saeul-4 (vormals als Shin-Kori-3 bis Shin-Kori-6 bezeichnet) beherbergen Druckwasserreaktoren des Typs APR-1400 mit je 1.400 MW Bruttoleistung. Die Saeul-Anlage befindet sich auf einem separaten Gelände, circa einen Kilometer von der Kori/Shin-Kori-Anlage entfernt. Baubeginn für Saeul-1 war der 16. Oktober 2008. Die Bauarbeiten an Saeul-2 wurden am 15. September 2009 begonnen. Saeul-1 ging 2016 ans Netz, Saeul-2 2019. Sie haben eine Nennleistung von 1.416 MW bzw. 1.418 MW, womit sie zu den leistungsstärksten Reaktorblöcken der Welt zählen.
2017 und 2018 wurde mit dem Bau von Saeul-3 und 4 begonnen. Die Reaktorwände sind im Vergleich zu Saeul-1 und Saeul-2 mit einer Dicke von 137 cm anstatt 122 cm nochmals stärker ausgelegt, um besser gegen Flugzeugabstürze bestehen zu können. Die Anlagen sind dafür konzipiert, Erdbeben der Stärke 7,4 auszuhalten. Mitte 2023 war der Bau beider Reaktoren zu 88 % abgeschlossen, Mitte 2024 zu 93 %.

## Zwischenfälle

### Gefälschte Zertifikate
Im Jahr 2012 wurde ein großer Korruptionsskandal entdeckt. So wurden unter anderem nicht geeignete Kabel für die Steuerung sicherheitsrelevanter Komponenten geliefert und eingebaut. So konnte im heißen Sommer 2013 Shin-Kori-1 nicht planmäßig wieder anfahren und Reaktor 2 musste runter gefahren, um die Kabel auszutauschen. Betroffen waren auch die Reaktoren Wolsong-1,Wolsong-2, Hanbit-3,-4,-5 und 6 sowie Hanul-3.

## Daten der Reaktorblöcke
Das Kernkraftwerk Kori/Shin-Kori hat insgesamt zehn Blöcke. Die Reaktoren Shin-Kori 3 bis 6 werden teilweise, so auch im PRIS, als Kernkraftwerk SAEUL mit den Reaktoren 1 bis 4 bezeichnet. Ob dies damit zusammenhängt, dass die Stadtgrenze zwischen Busan und Ulsan mitten durch den Kraftwerkskomplex läuft, ist unklar.
| Reaktorblock          | Reaktortyp         | Baulinie | elektrische- Leistung | elektrische- Leistung | thermische- Reaktorleistung | Baubeginn  | Netzsyn- chronisation | Kommer- zieller Betrieb | Stilllegung |
| Reaktorblock          | Reaktortyp         | Baulinie | Netto                 | Brutto                | thermische- Reaktorleistung | Baubeginn  | Netzsyn- chronisation | Kommer- zieller Betrieb | Stilllegung |
| --------------------- | ------------------ | -------- | --------------------- | --------------------- | --------------------------- | ---------- | --------------------- | ----------------------- | ----------- |
| Kori-1                | Druckwasserreaktor | WH 60    | 576 MW                | 607 MW                | 1.729 MW                    | 01.08.1972 | 26.06.1977            | 29.04.1978              | 18.06.2017  |
| Kori-2                | Druckwasserreaktor | WH F     | 640 MW                | 681 MW                | 1.882 MW                    | 23.12.1977 | 22.04.1983            | 25.07.1983              |             |
| Kori-3                | Druckwasserreaktor | WH F     | 1.011 MW              | 1.044 MW              | 2.912 MW                    | 01.10.1979 | 22.01.1985            | 30.09.1985              |             |
| Kori-4                | Druckwasserreaktor | WH F     | 1.012 MW              | 1.044 MW              | 2.912 MW                    | 01.04.1980 | 15.11.1985            | 29.04.1986              |             |
| Shin-Kori-1           | Druckwasserreaktor | OPR-1000 | 996 MW                | 1.044 MW              | 2.825 MW                    | 16.06.2006 | 04.08.2010            | 28.02.2011              |             |
| Shin-Kori-2           | Druckwasserreaktor | OPR-1000 | 996 MW                | 1.046 MW              | 2.815 MW                    | 05.06.2007 | 28.01.2012            | 20.07.2012              |             |
| Saeul-1 (Shin-Kori-3) | Druckwasserreaktor | APR-1400 | 1.340 MW              | 1.416 MW              | 3.983 MW                    | 16.10.2008 | 15.01.2016            | 20.12.2016              |             |
| Saeul-2 (Shin-Kori-4) | Druckwasserreaktor | APR-1400 | 1.340 MW              | 1.418 MW              | 3.983 MW                    | 15.09.2009 | 22.04.2019            | 29.08.2019              |             |
| Saeul-3 (Shin-Kori-5) | Druckwasserreaktor | APR-1400 | 1.340 MW              | 1.400 MW              | 3.983 MW                    | 01.04.2017 |                       |                         |             |
| Saeul-4 (Shin-Kori-6) | Druckwasserreaktor | APR-1400 | 1.340 MW              | 1.400 MW              | 3.983 MW                    | 20.09.2018 |                       |                         |             |